# بیگانه‌ها
بیگانه‌ها (انگلیسی: Aliens) فیلمی اکشن و علمی تخیلی محصول سال ۱۹۸۶ به نویسندگی و کارگردانی جیمز کامرون است. این فیلم دنبالهٔ فیلم ترسناک و علمی تخیلی بیگانه (۱۹۷۹) و دومین فیلم در فرنچایز بیگانه به‌شمار می‌رود. این فیلم در آینده‌ای دور جریان دارد، و سیگورنی ویور نقش الن ریپلی، تنها بازماندهٔ حمله نوعی بیگانه به سفینه‌اش را بازی می‌کند. در پی قطع ارتباط با مستعمرهٔ انسانی در ماهی که در آن‌جا خدمهٔ ریپلی برای نخستین بار با موجودات بیگانه روبه‌رو شدند، ریپلی موافقت می‌کند با واحدی از نیروهای ویژه برای تحقیق به آن مکان بازگردد. مایکل بین، پل رایزر، لانس هنریکسن و کری هن در نقش‌های مکمل حضور دارند.
علی‌رغم موفقیت بیگانه، ساخت دنبالهٔ آن به‌سبب شکایت‌های قضایی، عدم اشتیاق از سوی فاکس قرن بیستم و تغییرات مکرر در مدیریت، سال‌ها طول کشید. اگرچه کامرون نسبتاً بی‌تجربه بود، او در سال ۱۹۸۳ برای نوشتن داستانی برای بیگانه‌ها مبتنی بر فیلمنامه‌هایش در نابودگر (۱۹۸۴) و رمبو: اولین خون قسمت دوم (۱۹۸۵) استخدام شد. این پروژه دوباره متوقف شد تا اینکه لارنس گوردون، مدیر اجرایی جدید فاکس، پیگیر ساخت دنباله شد. با بودجه تقریبی ۱۸٫۵ میلیون دلاری، پروژهٔ بیگانه‌ها تصویربرداری اصلی را در سپتامبر ۱۹۸۵ آغاز کرد و در ژانویهٔ ۱۹۸۶ به پایان رسید. مراحل ساخت این فیلم، پر فراز و نشیب و شامل درگیری بین کامرون و عوامل تولید بریتانیایی در استودیوهای پاین‌وود بود. مراحل فیلم‌برداری دشوار بر کار آهنگساز جیمز هورنر — که زمان کمی برای ضبط موسیقی به او داده شده بود — تأثیر گذاشت.
بیگانه‌ها در ۱۸ ژوئیهٔ ۱۹۸۶ اکران و با تحسین منتقدان روبه‌رو شد. منتقدان اکشن آن را تحسین کردند، اما تعدادی از جدیت برخی صحنه‌ها انتقاد کردند. نقش‌آفرینی ویور همراه با نقش‌آفرینی بیل پکستون و جنت گلدستاین مورد تحسین قرار گرفت. این فیلم چندین جایزه و نامزدی دریافت کرد که در مراسم جوایز اسکار در هفت رشتهٔ مختلف نامزد شد و در این میان توانست جایزهٔ بهترین جلوه‌های تصویری و بهترین تدوین صدا را از آن خود کند. نامزدی جایزه اسکار بهترین بازیگر زن برای ویور در زمانی که ژانر علمی تخیلی به‌طور کلی مورد بی‌توجهی واقع می‌شد نیز از دیگر افتخارات فیلم بود. این فیلم در طول اکران خود ۱۳۱٫۱ تا ۱۸۳٫۳ میلیون دلار به دست آورد که آن را به یکی از پرفروش‌ترین فیلم‌های سال ۱۹۸۶ در سراسر جهان تبدیل کرد.
بیگانه‌ها اکنون یکی از بهترین فیلم‌های دههٔ ۱۹۸۰ به حساب می‌آید و در میان بهترین فیلم‌های علمی تخیلی، اکشن و دنباله‌ای که تاکنون ساخته شده‌اند (به باور برخی، برابر یا بهتر از فیلم نخست بیگانه) قرار گرفته است. گسترش این فرنچایز با افزودن پیشینه داستانی و شاخه‌هایی مانند نیروهای ویژه استعماری به مجموعه، به این فیلم نسبت داده می‌شود. این فیلم الهام‌بخش کالاهای مختلفی از جمله بازی‌های ویدئویی، کتاب‌های کمیک و اسباب‌بازی‌ها بود. دو دنباله پس از آن منتشر شدند: بیگانه ۳ (۱۹۹۲) و رستاخیز بیگانه (۱۹۹۷).

## داستان
۵۷ سال از رویارویی اِلن ریپلی با موجودی بیگانه و نابودی سفینهٔ نوسترومو می‌گذرد و شاتل نجات حامل وی، او را در حالت خلسه (خواب مصنوعی) در خود نگاه می‌داشت و به‌صورت سرگردان در فضا چرخان است. او توسط شرکت Weyland-Yutani نجات می‌یابد. بر روی کرهٔ زمین هیچ‌کس داستان وی در مورد وجود آدم فضایی در قمر فراخورشیدی LV-426 را باور نمی‌کند. اداره‌ای که با نام «کمپانی» شناخته می‌شود، گروهی را مأمور می‌کند تا به LV-426 که اکنون مستعمره شده بروند و صحت این مطالب را بررسی کنند. پس از مدتی تمامی ارتباطات با گروه فرستاده‌شده قطع می‌شود و «کمپانی»، اِلن ریپلی و گروهی از سربازان بسیار حرفه‌ای را برای بررسی و نجات گروه قبلی به LV-426 می‌فرستد.
پس از قطع ارتباط با مستعمره، نمایندهٔ Weyland-Yutani یعنی کارتر برک و ستوان نیروهای ویژه استعماری گورمن از ریپلی می‌خواهند که آنها را برای تحقیق همراهی کند. او که هنوز از برخورد با بیگانگان آسیب دیده است، با این شرط موافقت می‌کند که موجودات را نابود کنند. ریپلی با سفینه فضایی سولاکو به نیروهای ویژه معرفی می‌شود، اما به اندروید آن‌ها، بیشاپ، بی‌اعتماد است، زیرا اندروید سوار بر نوسترومو به خدمه‌اش خیانت کرده بود تا به‌دستور شرکت از بیگانه محافظت کند.
نوعی فضاپیما هیئت اعزامی را به سطح LV-426 می‌رساند، جایی که آنها مستعمرهٔ ویران‌شده در نبرد و دو چهره بیگانه زنده را در مخزن‌های آزمایش پیدا می‌کنند، اما هیچ جسد یا مستعمره‌ای وجود ندارد، به جز یک دختر جوان آسیب‌دیده به نام نیوت. تیم اعزامی به مکانی می‌روند و به راهروها پوشیده از ترشحات بیگانه می‌رسند. در مرکز ایستگاه، نیروهای ویژه تخم‌های باز شده و چهره‌های مرده را پیدا می‌کنند که اکنون به عنوان عامل محرک برای فرزندان این موجودات عمل می‌کنند. نیروهای ویژه یک بیگانه نوزاد را پس از ترکیدن از سینه یک مستعمره می‌کشند و چندین بیگانه بالغ را بیدار می‌کنند که به کمین نیروهای ویژه می‌نشینند و بسیاری از آنها را می‌کشند یا اسیر می‌کنند. وقتی گورمن بی‌تجربه وحشت می‌کند، ریپلی فرماندهی را بر عهده می‌گیرد، کنترل نفربر زرهی آن‌ها را به دست می‌گیرد و راه را برای نجات سرجوخه دواین هیکس و سربازان هادسون و واسکوئز باز می‌کند. هیکس به فضاپیما دستور می‌دهد تا بازماندگان را سوار کند، اما یک بیگانه پنهان‌شده خلبانان را می‌کشد و باعث می‌شود که فضاپیما به ایستگاه سقوط کند. تقریباً بدون مهمات و منابع، بازماندگان خود را موقتاً در داخل مستعمره پنهان می‌کنند.
ریپلی متوجه می‌شود که برک به مستعمره‌نشینان دستور داده است که در مورد سفینه فضایی متروکه حاوی تخم‌های بیگانه تحقیق کنند و قصد دارند با بازیابی آنها برای تحقیقات جنگ‌افزار زیستی سود ببرند. بیشاپ به گروه اطلاع می‌دهد که سقوط سفینه به سیستم خنک‌کننده نیروگاه آسیب رسانده است و نیروگاه به زودی بیش از حد گرم می‌شود و منفجر می‌شود و مستعمره را از بین می‌برد. او داوطلب می‌شود تا به انتقال‌دهندهٔ مستعمره برود و از راه دور فضاپیمای باقیمانده سولاکو را به سطح بالا هدایت کند.
پس از به خواب رفتن در آزمایشگاه پزشکی، ریپلی و نیوت از خواب بیدار می‌شوند و با دو بیگانه رهاشده درگیر می‌شوند. ریپلی زنگ خطر آتش‌سوزی را برای هشدار به نیروهای ویژه به صدا درمی‌آورد که آنها را نجات می‌دهند و موجودات را می‌کشد. او برک را متهم می‌کند که بیگانه‌ها را آزاد کرده تا جنین‌های بیگانه را به او و نیوت پیوند بزنند و به او اجازه می‌دهد آن‌ها را از طریق قرنطینه به زمین قاچاق کند. برق به‌طور ناگهانی قطع می‌شود و بیگانگان از طریق سقف حمله می‌کنند. در آتش‌سوزی متعاقب آن، بیگانگان برک را می‌کشند، هادسون را تحت سلطه خود درمی‌آورند و هیکس را مجروح می‌کنند. گورمن و واسکوئز گوشه‌گیر برای جلوگیری از دستگیری خود را قربانی می‌کنند. نیوت از ریپلی جدا شده و توسط موجودات گرفته می‌شود. ریپلی هیکس را در فضاپیما دوم بیشاپ می زساند، اما حاضر نمی‌شود نیوت را رها کند و قبل از اینکه به تنهایی وارد کندوی ایستگاه پردازش شود تا او را نجات دهد، خود را مسلح می‌کند. در طول فرار، آنها با ملکه بیگانه مواجه می‌شوند که توسط ده‌ها تخم احاطه شده است، و زمانی که یکی شروع به باز کردن می‌کند، ریپلی با استفاده از سلاح‌های خود همه آن‌ها و تخمگذار ملکه را نابود می‌کند. ریپلی و نیوت که توسط ملکه خشمگین تعقیب می‌شوند به بیشاپ و هیکس در سفینه می‌پیوندند و لحظاتی قبل از انفجار ایستگاه فرار می‌کنند و مستعمره را در یک انفجار هسته‌ای نابود می‌کنند.
در سفینه سولاکو، ملکه بیگانه‌ها مخفیانه به سفینه می‌چسبد. ملکه بیشاپ را از وسط نصف می‌کند و به نیوت نزدیک می‌شود، اما ریپلی با یک لباس بارکشی رباتیک با این موجود می‌جنگد و آن را از طریق هوابند به فضا می‌فرستد در حالی که بیشاپ آسیب‌دیده از نیوت محافظت می‌کند. ریپلی، نیوت، هیکس و بیشاپ سپس برای سفر بازگشت خود به زمین وارد حالت خواب مصنوعی می‌شوند.

## بازیگران
- سیگورنی ویور در نقش الن ریپلی
- مایکل بین در نقش سرجوخه هیکس
- بیل پاکستون
- لانس هنریکسن
- پل رایزر

## دنباله
بیگانه ۳ به عنوان دنباله این فیلم در سال ۱۹۹۲ منتشر شد.